# Антиреалізм
Антиреалізм — епістемологічна позиція в аналітичній філософії, що виставляє як критерій істинності вимогу, щоб твердження опиралося на логічні міркування, напротивагу від «реалізму», який визначає істину через відповідність незалежній зовнішній реальності. Уперше таку позицію сформулював (і запропонував назву) британський філософ Майкл Даммітт у 1960-х роках, намагаючись уникнути «безколірного редукціонізму». Антиреалізм вважає зовнішню реальність гіпотетичною, тож не опирається на неї.
Позиція антиреалізму стосується головно об'єктів, які не можна спостерігати. У філософії науки сюди потрапляють, наприклад, електрони та гени, в філософії математики — такі абстрактні поняття як числа. У філософії математики існують два типи «реалізмів» — емпіризм та платонізм. Емпіризм стверджує, що математика взяла числа з життєвого досвіду, тоді як платонізм вважає, що числа реальні, хоча й абстракні, тобто існують незалежно від розуму математика. Інтуїціоністська логіка, напротивагу, наводиться як приклад міркувань, на які може спертися антиреалізм. У філософії науки прикладом антиреалістичного підходу є інструменталізм.